# Vicia pannonica
Vesce de Hongrie
Espèce
Statut de conservation UICN

 LC  : Préoccupation mineure

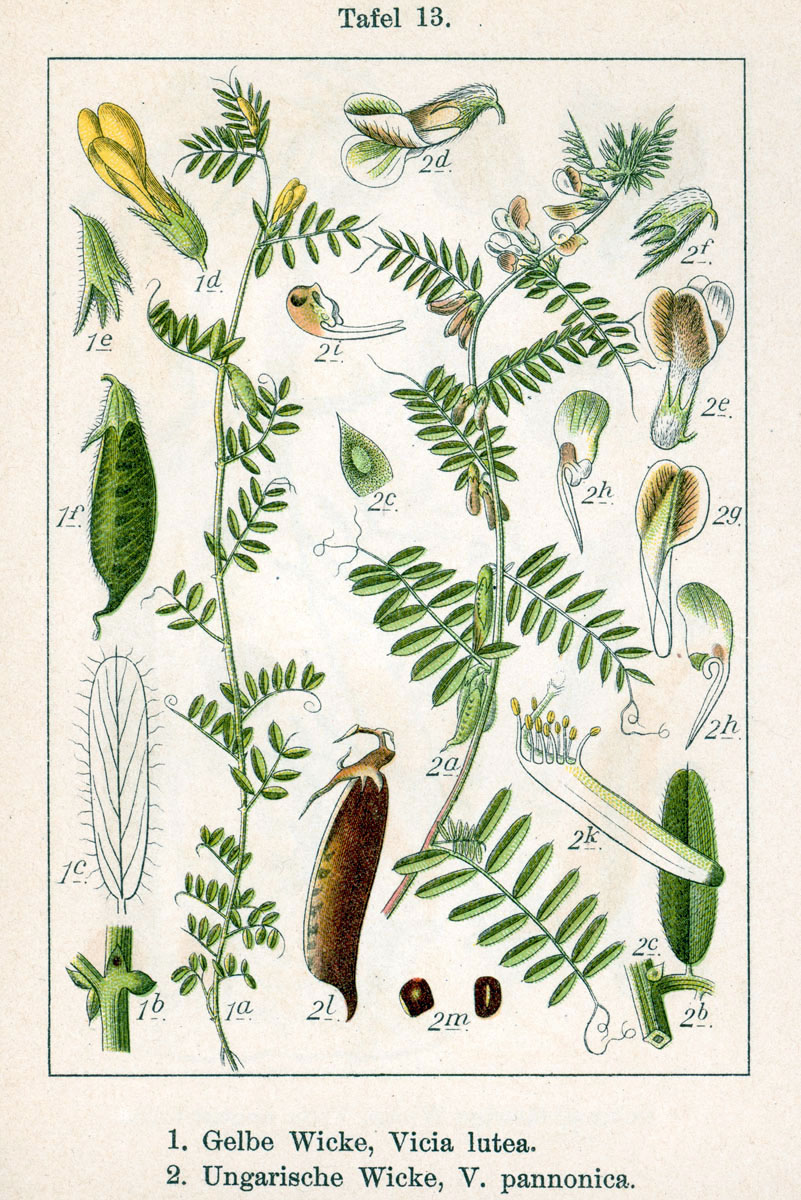
Deutschlands Flora in Abbildungen Jacob Sturm 1796.

Vicia pannonica, connue sous le nom vernaculaire de Vesce de Hongrie ou de Vesce de Pannonie, est une espèce de plantes à fleurs du genre Vicia et de la famille des Fabaceae. C'est une plante herbacée originaire d'Europe et d'Asie.

## Origine et habitat
Elle est originaire du sud de l’Europe centrale et de l’Asie occidentale, et est parfois cultivée comme culture fourragère pour faire du foin. Elle peut aussi se comporter comme une espèce adventice.

### Distribution
Cette espèce se rencontre dans les pays suivants : Albanie, Algérie, Allemagne, Arménie, Autriche, Azerbaïdjan, Belgique, Biélorussie, Bosnie-Herzégovine, Bulgarie, Chypre, Croatie, Espagne, France, Grèce, Géorgie, Hongrie, Iran, Italie, Macédoine du Nord, Malte, Maroc, Moldavie, Monténégro, Pays-Bas, Roumanie, Russie, Serbie, Slovaquie, Slovénie, Suisse, Suède, Tchéquie, Turquie, Ukraine.

## Liste des variétés
Selon GBIF (11 septembre 2023) :
- Vicia pannonica var. purpurascens (DC.) W.D.J.Koch, 1835

## Systématique
Le nom correct complet (avec auteur) de ce taxon est Vicia pannonica Crantz.
Ce taxon porte en français les noms vernaculaires ou normalisés suivants : vesce de Hongrie,,, vesce de Pannonie,,, vesce striée.
Vicia pannonica a pour synonymes :
- Hypechusa pannonica Alef.
- Hypechusa purpurascens (DC.) Alef.
- Vicia hybrida Georgi
- Vicia nissoliana Gouan, 1796
- Vicia pannonica subsp. purpurascens (DC.) Arcang.
- Vicia pannonica subsp. striata (M.Bieb.) Nyman
- Vicia pannonica subsp. striata (M.Bieb.) Ponert
- Vicia pannonica var. linerifolia Ser.
- Vicia pannonica var. minor Rouy
- Vicia pannonica var. pannonica
- Vicia pannonica var. purpurascens (DC.) Ser.
- Vicia pannonica var. striata (M.Bieb.) Cadevall & Pau
- Vicia purpurascens DC.
- Vicia striata M.Bieb.
- Vicia uncinata Desv.
- Vicia uncinata Desv. ex Nyman
- Vicioides hirsuta Moench
- Vicioides striata Moench
- Vicioides uncinata Moench

## Description
C’est une plante herbacée annuelle avec une tige poilue et grimpante soutenue par des vrilles à l’extrémité de ses feuilles. Les feuilles sont chacune constituées de 10 à 20 folioles ovales ou oblongues mesurant jusqu’à 2,5 centimètres de longueur. L’inflorescence porte de deux à quatre fleurs ressemblant à celles des pois et mesurent chacune jusqu’à 2 centimètres de long. La corolle est jaune  ou violet et le dos de l'étendard  supérieur est recouvert de poils doux. Le fruit est une gousse velue de 2 à 3 centimètres de long.

## Taxinomie
Ses sous-espèces sont:
- Vicia pannonica subsp. pannonica
- Vicia pannonica subsp. purpurascens
- Vicia pannonica subsp. striata